# 直杆蓝桉
直杆蓝桉（学名：Eucalyptus maidenii）为桃金娘科桉属下的一个亞种，分佈於澳洲東南部。

## 扩展阅读
- 維基物種上的相關：直杆蓝桉